# 노스웨스트 준주의 기

노스웨스트 준주의 기

노스웨스트 준주 지사의 기

노스웨스트 준주의 기는 노스웨스트 준주의 깃발이다. 파랑, 하양, 파랑으로 이루어진 삼색기에 노스웨스트 준주의 문장이 새겨진 형태의 기이다.